# Bund Alt-Katholischer Frauen
Der Bund Alt-Katholischer Frauen (baf) in Deutschland ist der Dachverband von Frauengruppen in den alt-katholischen Gemeinden und das Netzwerk der Alt-Katholischen Frauen.

## Geschichte
Der erste Frauenverein im alt-katholischen Bistum Deutschlands wurde 1872 in Bonn als Paramentenverein gegründet. Weitere Gründungen widmeten sich der  „werktätigen Nächstenliebe“ und betätigten sich vor allem caritativ-diakonisch. Frauenvereine sorgten für die Pflege von Paramenten und Kirchengebäuden, spendeten Geld für Kirchenbauten und leisteten über Spenden an den „Bischofsfonds“ einen Beitrag zur Bezahlung von Geistlichen. Die Frauenvereine leisteten einen wesentlichen Beitrag für Gemeinde und Kirche.
In den 1880er Jahren begannen erste Schritte einer Vernetzung alt-katholischer Frauen. Maßgeblich war dabei Therese von Miltitz (1827–1912), eine ehemalige Dresdner Hofdame, die seit ihrer Pensionierung in Bonn lebte. Etwa gleichzeitig setzte sich in Baden Mathilde Rüdt von Collenberg, geb. von Noel (1846–1921) für die Vernetzung badischer Frauen ein. Nach über einem Jahrzehnt erfolgte die Gründung eines Dachverbandes. Vertreterinnen der Frauenvereine Köln, Offenbach, Mannheim, Freiburg, Kempten und Heidelberg bildeten einen Ausschuss und bereiteten die Verbandsgründung am 8. September 1912 vor.
Von Anfang an engagierte sich der Verband für diakonische und soziale Ziele, eine engere Verbindung zwischen den einzelnen Frauenvereinen und für das Wohl der altkatholischen Kirche. 1917 zählte der Verband 35 Vereine mit insgesamt 1635 Mitgliedern.
Die Mädchenarbeit war ein Schwerpunkt der Verbandsarbeit; an verschiedenen Orten entstanden neben den Frauenvereinen Mädchenvereine. Das Streben nach Gleichberechtigung von Frauen gehörte zu den Zielen des Verbandes. Seit 1913 setzte er sich für das kirchliche Stimm- und Wahlrecht von Frauen ein. Nachdem die Frauen 1919 in der Weimarer Republik das aktive und passive Wahlrecht erhalten hatten, beschloss die 25. Bistumssynode am 26. Mai 1920, das Stimmrecht und die Wählbarkeit für alle kirchlichen Gremien, in die Laien wählbar sind, auf „das weibliche Geschlecht“ auszudehnen.
In der Zeit des Nationalsozialismus wurde der Handlungsspielraum des Bundes und der einzelnen Frauenvereine eingeschränkt. Kirchliches Engagement war weitgehend unerwünscht, deshalb beschränkte sich der Verband auf diakonische Tätigkeit. 1935 wurde der Verband dem Deutschen Frauenwerk angeschlossen. Gleichzeitig bemühte sich der Verband um  internationale Kontakte; 1934 schlossen sich die deutschen, schweizerischen und niederländischen Verbände in der 1931 gegründeten Liga Alt-katholischer Frauenverbände zusammen. 1962 erhielt die Organisation den heutigen Namen, 25 Jahre später wurde die Kurzform „baf“ eingeführt.
Seit den 1970er Jahren engagierte sich der Bund für die Frauenordination. Im Mai 1994 nahm die 52. Bistumssynode die Rechtsgleichheit von Frauen und Männern in der alt-katholischen Kirche in §1 der Synodal- und Gemeindeordnung auf. 
Mehrtägige „Frauenfreizeiten“ wurden eingeführt und seit den 1970er Jahren regelmäßig durchgeführt. Bei diesen „Frauentreffen“ genannten Tagungen wurde eine Art der Bibelarbeit eingeführt, die biblische Frauen in den Mittelpunkt stellte und Interpretationen aus weiblicher Sicht zuließ. In den 1980er Jahren führte der Bund die aus der ökumenischen Arbeit kommende „afrikanische Methode der Bibelarbeit“, das so genannte Bibelteilen, im alt-katholischen Bistum ein.

## Aufgaben
Der Bund sieht sich als ein Forum, um Meinungen und Erfahrungen auszutauschen sowie miteinander und voneinander zu lernen. Er  möchte Frauen befähigen, sich einzusetzen für das ökumenische Bemühen um Gerechtigkeit, Frieden und Bewahrung der Schöpfung. Er engagiert sich im Weltgebetstag der Frauen, im Christinnenrat, bei Missionsprojekten, arbeitet mit Frauen aus den Schwesterkirchen der Niederlande, Österreichs, der Schweiz und mit Frauenverbänden anderer christlicher Kirchen zusammen.